# Hallhuber (Bekleidungshaus)
Die 1977 als Bekleidungshaus in München gegründete Hallhuber GmbH war ein filialisierter Einzelhändler für Damenoberbekleidung.

## Geschichte
Die Gesellschaft wurde 1977 von Josef Hallhuber und seinem Sohn Klaus (1947–2024) gegründet; im selben Jahr öffnete das erste Hallhuber-Geschäft in München. 1995 übernahm Karl Schleicher, Eigentümer des Ingolstädter Bekleidungsunternehmen Rosner, die Hallhuber GmbH. Klaus Hallhuber verließ das Unternehmen, seine geschiedene Ehefrau Susanne Hallhuber blieb Kreativchefin.
Das Unternehmen wurde von einem Textilfilialisten hin zu einem vertikal organisierten Unternehmen entwickelt. Im Jahr 2000 erwarb die italienische Stefanel-Gruppe die GmbH. Die Hallhuber-Herrenmode wurde 2005 aufgegeben, das Segment der Damenoberbekleidung ausgebaut. Stefanel verkaufte seine Anteile an dem Unternehmen 2009 für 25 Millionen Euro an die britische Beteiligungsgesellschaft Change Capital Partners (CCP) mit Sitz in London, zu der von 2006 bis 2008 unter anderem auch die Marke Jil Sander gehörte. Im September 2011 begann Hallhuber mit dem Online-Geschäft, zunächst nur in Deutschland, Österreich und Großbritannien, später wurde auch über Plattformen von Zalando, Otto und Amazon verkauft. 2012 erreichte Hallhuber einen Umsatz von etwa 100 Mio. Euro, betrieb 140 Verkaufsstellen in Deutschland, Österreich und der Schweiz und plante, zu expandieren. Im Februar 2015 wurde Hallhuber von der Gerry Weber mit Sitz in Halle/Westfalen für 86,2 Mio. Euro übernommen. Zu diesem Zeitpunkt betrieb Hallhuber 219 Verkaufsflächen in sieben Ländern, erzielte aber nur selten Gewinne.
Nach einer Brückenfinanzierung verkaufte die insolvente Muttergesellschaft Gerry Weber im Juli 2019 die Mehrheitsanteile der Hallhuber GmbH an einen von Robus Capital Management verwalteten Fonds. Das Unternehmen erklärte, die unter Gerry Weber betriebene Expansion zu bremsen und mehr ins Online-Geschäft investieren zu wollen. Daneben würden Wachstumschancen auf den skandinavischen und polnischen Märkten gesehen.
Im April 2020 wurde aufgrund drohender Zahlungsunfähigkeit ein Schutzschirmverfahren eingeleitet. Als Grund wurden Umsatzeinbußen aufgrund der vorübergehenden Schließung der Verkaufsflächen im Zuge der staatlichen Maßnahmen zur Eindämmung der COVID-19-Pandemie genannt. Zu diesem Zeitpunkt beschäftigte das Unternehmen rund 2000 Mitarbeiter und hat seine Kollektionen auf insgesamt 380 Verkaufsflächen betrieben, sowohl in eigenen Filialen als auch auf fremden Verkaufsflächen (Shop-In-Shops). Im Juli 2020 wurde der eigene Onlineshop überarbeitet.
Anfang 2021 entließ Hallhuber während der andauernden Insolvenz in Eigenverwaltung vorübergehend alle Angestellten. Nach einem Management-Buy-out beendete Hallhuber im Juni 2021 das Insolvenzverfahren.
Ende Mai 2023 erklärte sich Hallhuber erneut für insolvent, in der Folge wurde auch der Onlineshop geschlossen. In Österreich sollten neun von insgesamt 13 Filialen mit Ende des Sommers 2023 geschlossen werden.
Der für die Bereiche Finanzen, Logistik, IT und Human Resources verantwortliche CFO Thorsten Eisenkolb hat das Unternehmen zum Ende August 2023 verlassen. Zum 19. Oktober 2023 wurden bereits alle Mietverträge für die in der DACH-Region noch verbleibenden Filialen gekündigt. Das Unternehmen hatte zuletzt noch 98 Läden in Deutschland, elf in Österreich und drei in der Schweiz. Der Online-Shops unter www.hallhuber.com wurde bereits Anfang Juni 2023 geschlossen. Obwohl dieser Geschäftsbereich auch weiter profitabel gewesen wäre, ist durch die Insolvenz der weitere Shop-Betrieb unmöglich geworden. Die Online-Shop-Seite war am 8. Dezember 2023 nicht mehr erreichbar. Als Gründe für die Insolvenz führte der ehemalige CEO von Hallhuber, Norbert Steinke, aufgeblähte Kosten und durch eine dramatische Preiserhöhung verlorene Kundinnen. Am 22. Februar 2024 wurde das geistige Eigentum, der Markenname und die Markenrechte für Hallhuber und die Submarke Donna für 1,25 Millionen Euro versteigert.